# Mont-Carmel
Pour les articles homonymes, voir Mont-Carmel (homonymie).
Mont-Carmel est une municipalité dans la municipalité régionale de comté de Kamouraska au Québec (Canada), située dans la région administrative du Bas-Saint-Laurent.

## Toponymie
Son nom fait référence au mont Carmel à Haïfa en Israël (Palestine).

## Géographie
Située à 50 km de Rivière-du-Loup, à 120 km de Québec et à 10 km au sud du fleuve Saint-Laurent, la municipalité est située dans les monts Notre-Dame et son piémont.
Mont-Carmel possède une superficie totale de 440,07 km2 (dont 428,99 km2 est terrestre), ce qui en fait la plus vaste municipalité du Kamouraska.
La population de Mont-Carmel est principalement établie dans son village (47° 26′ 28″ N, 69° 51′ 23″ O) et ses environs. On retrouve également des centres de population plus petits à Bretagne (47° 21′ 29″ N, 69° 43′ 09″ O) et au Lac-de-l'Est, sur les rives du lac du même nom (47° 13′ 35″ N, 69° 35′ 27″ O). Le reste du territoire est surtout occupé par l'agriculture et la forêt.
Accessible via la sortie 456 de l'autoroute Jean-Lesage (A-20), Mont-Carmel est traversé entièrement du nord au sud par la route 287, son principal axe routier.

### Municipalités limitrophes
Son territoire est délimité, dans sa portion nord, par les municipalités de Saint-Philippe-de-Néri et Saint-Pascal (au nord), Saint-Pacôme et Saint-Gabriel-Lalemant (à l'ouest), Saint-Bruno-de-Kamouraska (à l'est). Dans sa portion sud, Mont-Carmel est ceint entre la municipalité de Saint-Onésime-d'Ixworth et les territoires non organisé du Petit-Lac-Sainte-Anne et de Picard. Sa limite sud est la frontière entre le Québec et le Maine (États-Unis). 

### Relief
Le relief de Mont-Carmel est caractéristique des monts Notre-Dame au Bas-Saint-Laurent. L'élévation augmente progressivement vers le sud. L'altitude minimale est d'environ 90 m et l'altitude maximale de 580 m.

### Hydrographie
Le lac de l'Est, d'une superficie de 7,4 km2, est le plus vaste plan d'eau de la municipalité, suivi des lacs Chaudière et Saint-Pierre. Les sources de plusieurs rivières de la région sont situées en partie à Mont-Carmel : la rivière Kamouraska, la rivière Saint-Denis, le bras de la Rivière Saint-Denis, la rivière de la Bouteillerie et la rivière du Loup. On y retrouve également les rivières des Pointes et Chaude et les ruisseaux Pockwock et Creux.

## Histoire
La municipalité de Mont-Carmel a été constitué en 1855. À l'époque, Mont-Carmel était composé d'une partie des seigneuries de La Bouteillerie, Rivière-Ouelle, Kamouraska et du canton de Woodbridge. En 1972, les cantons Painchaud et Chapais et une partie de celui d’Ixworth se sont joints à la municipalité. C'est d'ailleurs grâce à cette fusion que la municipalité de Mont-Carmel est, aujourd'hui, la plus grande municipalité de la MRC de Kamouraska.

## Démographie
| 1996  | 2001  | 2006  | 2011  | 2016  | 2021  |
| ----- | ----- | ----- | ----- | ----- | ----- |
| 1 287 | 1 244 | 1 188 | 1 136 | 1 127 | 1 160 |

## Administration
Les élections municipales se font en bloc pour le maire et les six conseillers.
| Mont-Carmel Maires depuis 2001                                                                                       |                 |         |          |
| Élection | Maire           | Qualité | Résultat |
| 2001 | Denis Boucher   |         | Voir     |
| 2005 | Yvon Soucy      |         | Voir     |
| 2009 | Denis Lévesque  |         | Voir     |
| 2013 | Denis Lévesque  | Voir    |          |
| 2017 | Pierre Saillant |         | Voir     |
| 2021 | Pierre Saillant | Voir    |          |
| Élection partielle en italique Depuis 2005, les élections sont simultanées dans toutes les municipalités québécoises |                 |         |          |